# Richard Ringer
Richard Ringer (Überlingen, 27 de febrero de 1989) es un deportista alemán que compite en atletismo, especialista en las carreras de fondo y maratón.
Ganó dos medallas en el Campeonato Europeo de Atletismo, oro en 2022 y bronce en 2016, y una medalla de bronce en el Campeonato Europeo de Atletismo en Pista Cubierta de 2017.

## Palmarés internacional
| Campeonato Europeo                   | Campeonato Europeo       | Campeonato Europeo | Campeonato Europeo |
| Año                                  | Lugar                    | Medalla            | Prueba             |
| ------------------------------------ | ------------------------ | ------------------ | ------------------ |
| 2016                                 | Ámsterdam (Países Bajos) | Medalla de bronce  | 5000 m             |
| 2022                                 | Múnich (Alemania)        | Medalla de oro     | Maratón            |
| Campeonato Europeo en Pista Cubierta |                          |                    |                    |
| Año                                  | Lugar                    | Medalla            | Prueba             |
| 2017                                 | Belgrado (Serbia)        | Medalla de bronce  | 3000 m             |